# Mon cheval, mon colt, ta veuve
Pour plus de détails, voir Fiche technique et Distribution.
Mon cheval, mon colt, ta veuve (Tu fosa será la exacta... amigo) est un western spaghetti hispano-italien sorti en 1972, réalisé par Juan Bosch Palau, sous le pseudo de John Wood.

## Synopsis
Un médecin radié, un expert en coffres-forts et un bandit mexicain se disputent le butin d'un holdup, le tout pimenté par une femme fascinante.

## Fiche technique
- Titre français : Mon cheval, mon colt, ta veuve[1]
- Titre original espagnol : Tu fosa será la exacta... amigo
- Titre italien : Domani passo a salutare la tua vedova... parola di Epidemia
- Genre : Comédie, western spaghetti
- Réalisation : Juan Bosch Palau (sous le pseudo de John Wood)
- Scénario : Juan Bosch Palau (sous le pseudo de John Wood)
- Musique : Bruno Nicolai (non crédité)
- Production : Luciano Martino pour Lea Film, C.C. Astro
- Photographie : Giorgio Tonti
- Montage : Angela Grau
- Durée : 90 min
- Décors : Michele Massimo Tarantini
- Costumes : Luciano Sagoni
- Maquillage : Carlo Renzini
- Pays :  Espagne,  Italie
- Langue originale : espagnol, italien
- Année de sortie : 1972

## Distribution
- Craig Hill : Janus Saxon
- Claudie Lange : Deborah
- Cris Huerta : Carrasco
- Pedro Maria Sánchez : Lou Donovan
- Rosario Borelli (sous le pseudo de Richard Melville) : Dog
- Carlo Gaddi : Gus
- Luis Induni : shérif Appleton (non crédité)
- Carlos Otero : Donovan (non crédité)
- Mimmo Poli : aubergiste (non crédité)